# 背景連線通訊
Phoning home（背景連線通訊）通常指的是秘密通訊，軟體或硬體的製造商，會在他們的產品加入連線通訊的功能，當使用者購買他們的產品並安裝在個人電腦或類似的家用電器上時，這些產品會在使用者不知情的情形之下，自動連線到製造商的伺服器。可能是為了做存取控制的意圖，例如，傳送軟體授權金鑰。也有可能是為了做市場行銷方面的目的，例如Sony BMG Rootkit就是在播放音樂光碟的同時，將音樂光碟的雜湊資料傳送給 Sony 公司，或者，用數位影音錄放影機（DVR）播放光碟，錄放影機會在螢幕上放映相關資料。
因為這個秘密連線會被加密，所以使用者無法得知傳送的資料為何。
感覺上，使用者每次瀏覽網頁或任何與遠端伺服器連結，都算是「phoning home」，因為使用者電腦的IP 位址會被傳送到網頁伺服器（因為需要回應給伺服器，所以這在程序上是無法避免的）。嵌在網頁上的圖片會建立遠端連結，甚至連結到多個不同的網站上，這種追蹤連結是很平常的作法，就像是「Web beacon」的例子一樣。某些檔案類型，會因為網路連線被建立，而開始做類似的追蹤動作（基本上只會執行匿名的網路連結），例如可攜式文件格式 PDF  當使用者被通知 Adobe Reader 需要更新時，就會執行這類的動作。
「phone home」一詞因 1982 年的電影「E.T.」而被普及化，之後，這個詞才用在電腦系統方面。

## 外部連結
- ZoneAlarm phones home
- iTunes phones home （页面存档备份，存于）
- Microsoft Admits WGA Phones Home （页面存档备份，存于）